# Canton de Vincennes-Fontenay-Nord
Cet article court présente un sujet plus développé dans : Canton de Vincennes-Est.
Le canton de Vincennes-Fontenay-Nord est la dénomination portée par le canton de Vincennes-Est entre 1976 et 1984.
À cette époque, il était constitué de parties des communes de Vincennes et de Fontenay-sous-Bois, dans le département du Val-de-Marne et la région Île-de-France.